# 1816 en littérature
| Années de la littérature : 1813 - 1814 - 1815 - 1816 - 1817 - 1818 - 1819    |
| Décennies de la littérature : 1780 - 1790 - 1800 - 1810 - 1820 - 1830 - 1840 |

Cet article présente les faits marquants de l'année 1816 en littérature.

## Événements
- 25 avril : Lord Byron quitte l'Angleterre pour un exil volontaire à Genève.
- 10 octobre : Lamartine rencontre Julie Charles au lac du Bourget, qui deviendra l’Elvire du Lac, et avec qui il vit une brève idylle. Elle meurt de phtisie l’année suivante.
- 4 novembre : Honoré de Balzac s'inscrit en droit afin d'obtenir le diplôme de bachelier trois ans plus tard,.

## Essais
- La Monarchie selon la charte, qui fustige la modération du gouvernement, de Chateaubriand, entraîne sa révocation.
- Premier volume de l’Histoire de l’État russe de Karamzine (12 volumes parus de 1816 à 1829).
- Johann Wolfgang von Goethe (allemand), Voyage en Italie (1786-87).
- Marie-Joseph Chénier, Tableau historique de l'état et des progrès de la littérature française depuis 1789, Paris, Maradan, 1816 (présentation en ligne).

## Poésie
- Samuel Taylor Coleridge (anglais), Kubla Khan (écrit en 1797).
- L'écrivain britannique Lord Byron publie Le Siège De Corinthe, Le Prisonnier de Chillon et autres poèmes, Le pèlerinage de Childe Harold (Chant III).
- Alastor, allégorie en vers de Percy Bysshe Shelley.
- Recueil de poèmes, de John Keats.

## Romans
- Jane Austen, Emma, dédié au Prince Régent.

- Benjamin Constant (franco-suisse), Adolphe.
- Julien-Ursin Niemcewicz (polonais), Chants historiques.
- Walter Scott (écossais), L'Antiquaire.
- Walter Scott (écossais), Le Nain noir.
- Walter Scott (écossais), Old Mortality (Les Puritains d'Écosse).

## Principales naissances
- 21 avril : Charlotte Brontë, romancière anglaise
- 14 juillet : Joseph Arthur de Gobineau,  diplomate et écrivain français
- 30 septembre : Paul Féval, romancier et auteur dramatique français
- 18 octobre : Friedrich Wilhelm Adami, écrivain, dramaturge et critique de théâtre allemand. († 5 août 1893).

## Principaux décès
- 31 mars : Jean-François Ducis, poète et dramaturge français